# (15024) 1998 TB
(15024) 1998 TB est un astéroïde de la ceinture principale découvert en 1998.

## Description
(15024) 1998 TB a été découvert le 2 octobre 1998 à l'observatoire Gekko, situé à Shizuoka (Japon), par Tetsuo Kagawa.

### Caractéristiques orbitales
L'orbite de cet astéroïde est caractérisée par un demi-grand axe de 2,44 UA, un périhélie de 2,15 UA, une excentricité de 0,12 et une inclinaison de 5,95° par rapport à l'écliptique. Du fait de ces caractéristiques, à savoir un demi-grand axe compris entre 2 et 3,2 UA et un périhélie supérieur à 1,666 UA, il est classé, selon la JPL Small-Body Database, comme objet de la ceinture principale.

### Caractéristiques physiques
(15024) 1998 TB a une magnitude absolue (H) de 13,9 et un albédo estimé à 0,054.

## Satellite
La découverte d'un satellite est annoncée le 16 février 2022.